# Регев, Марк
Марк Регев (ивр. מארק רגב‎, р. 1960) — израильский дипломат, правительственный советник и государственный служащий. В период с июня 2020 года по апрель 2021 года занимал должность старшего советника премьер-министра по иностранным делам и международным коммуникациям. С 2016 по 2020 год Регев посол Израиля в Великобритании. Ранее он был международным пресс-секретарем канцелярии премьер-министра (с 2007 по 2016 год).

## Биография
Регев родился в 1960 году в Мельбурне, Австралия, в семье Мартина и Фриды. Учился в еврейской школе Mount Scopus, затем получил степень бакалавра политологии и истории в Мельбурнском университете, а также степень магистра политологии в Еврейском университете в Иерусалиме и степень магистра менеджмента Бостонского университета. В юности Регев был видным членом сионистского социалистического молодёжного движения «Habonim Dror» и принимал активное участие в Еврейской студенческой ассоциации Мельбурнского университета.
В 1982 году репатриировался в Израиль и работал в кибуце Тель-Кацир. В Израиле он изменил свою фамилию на Регев, ставшую его приемной фамилией в кибуце. Регев женат, имеет троих детей.